# جدة دوم
جدة دوم أو قبة جدة، موقع حضاري أسس في سبعينات القرن العشرين الميلادي في عام 1978 لتقديم العروض الفنية، ويقع على تقاطع طريق الملك فهد (الستين) مع شارع فلسطين في مدينة جدة، بالمملكة العربية السعودية.
تسبب تقادم المبنى في خروجه عن الخدمة قبل أن يصدر توجيه وزير الثقافة السعودي في يونيو 2019 بإعادة ترميمه وعودته لاحتضان معارض الفن التشكيلي والمناسبات الثقافية،
تقدر المساحة الإجمالية لموقع القبة  بـ1500متر مربع ومساحة القبة بحوالي 450 متر مربع، وكانت مشيدة من الخشب مدعومة بالفوم، وأعيد ترميمها وشيدت بألواح الألمونيوم الكلادينج.